# Академічне веслування на літніх Олімпійських іграх 1900
Змагання з академічного веслування на літніх Олімпійських іграх 1900 відбулися 25–26 серпня на річці Сені між мостами Курбевуа і Аньєр-сюр-Сен. Розіграно 5 комплектів нагород у 4-х дисциплінах, лише серед чоловіків. Це був дебют цього виду спорту в олімпійській програмі. Довжина траси становила 1750 м. У змаганнях розпашних четвірок зі стерновим відбулося два фінали, обидва за звання олімпійських чемпіонів.

## Медальний залік
| Дисципліна                              | Золото | Срібло | Бронза |
| --------------------------------------- | --- | --- | --- |
| Парні одиночки                          | Ерманн Барле (FRA) | Андре Годен (FRA) | Сент-Джордж Еш (GBR) |
| Розпашні двійки зі стерновим            | Змішана команда (ZZX) Minerva AmsterdamФрансуа Брандт Рулоф Клейн Германус Брокманн невідомий хлопчик (FRA)                                 | Франція (FRA) Société Nautique de la MarneЛюсьєн Мартіне Рене Валефф невідомий стерновий | Франція (FRA) Rowing Club CastillonКарлос Дельтур Антуан Ведренн Рауль Паолі |
| Розпашні четвірки зі стерновим, фінал 1 | Франція (FRA) Cercle de l'Aviron Roubaix Анрі Букер Жан Ко Еміль Дельшамбр Анрі Азбрук Шарло                                                | Франція (FRA) Club Nautique de Lyon Жорж Люмпп Шарль Перрен Даніель Субейран Еміль Вегелен невідомий стерновий                                                                               | Німеччина (GER) Favorite Hammonia Вільгельм Карстенс Юліус Кернер Адольф Меллер Гуґо Рюстер Ґустав Мотс Макс Аммерманн                                                           |
| Розпашні четвірки зі стерновим, фінал 2 | Німеччина (GER) Germania Ruder Club, Hamburg Ґустав Ґослер Оскар Ґослер Вальтер Каценштайн Вальдемар Тітґенс Карл Ґослер                    | Нідерланди (NED) Minerva Amsterdam Кунрад Гібендал Ґерт Лотсі Паул Лотсі Йоганнес Тервоґт Германус Брокманн                                                                                  | Німеччина (GER) Ludwigshafener Ruderverein Ернст Фелле Отто Фікайзен Карл Леле Германн Вількер Франц Креверат                                                                    |
| Вісімки                                 | США (USA) Vesper Boat Club Вільям Карр Гаррі Дебеке Джон Екслі Джон Ґайґер Едвін Гедлі Джеймс Джувенал Роско Локвуд Едвард Марш Луїс Ейбелл | Бельгія (BEL) Royal Club Nautique de Gand Жуль Де Бішо Проспер Бруґґеман Оскар де Сомвіль Оскар де Кок Моріс Гемелсут Марсель ван Кромбрюґґе Франк Одберґ Моріс Вердонк Альфред ван Ландеґем | Нідерланди (NED) Minerva Amsterdam Франсуа Брандт Йоганнем ван Дейк Рулоф Клейн Рюрд Леґстра Валтер Мідделберґ Гендрік Оффергаус Валтер Тейссен Генрікус Тромп Германус Брокманн |

## Країни, що взяли участь
Змагалися 108 веслувальників з 8-ми країн:
- Бельгія (11)
- Франція (47)
- Німеччина (21)
- Велика Британія (1)
- Італія (1)
- Нідерланди (13)
- Іспанія (5)
- США (9)

## Таблиця медалей
| Місце               | Країна                | Золото | Срібло | Бронза | Загалом |
| ------------------- | --------------------- | ------ | ------ | ------ | ------- |
| 1                   | Франція (FRA)         | 2      | 3      | 1      | 6       |
| 2                   | Німеччина (GER)       | 1      | 0      | 2      | 3       |
| 3                   | Змішана команда (ZZX) | 1      | 0      | 0      | 1       |
| 3                   | США (USA)             | 1      | 0      | 0      | 1       |
| 5                   | Нідерланди (NED)      | 0      | 1      | 1      | 2       |
| 6                   | Бельгія (BEL)         | 0      | 1      | 0      | 1       |
| 7                   | Велика Британія (GBR) | 0      | 0      | 1      | 1       |
| Загалом (7 збірних) | Загалом (7 збірних)   | 5      | 5      | 5      | 15      |